# As Aventuras do Avião Vermelho
As aventuras do avião vermelho é um livro infantil de autoria do escritor brasileiro Érico Veríssimo e publicado em 1936 e um filme de 2013 baseado no livro feito pela produtora Armazém de Imagens.

## Enredo
O livro conta a história de Fernando, um menino muito travesso a quem o pai dá um livro e um aviãozinho de presente. O menino começa a ler as histórias, e a que ele mais gosta é a do aviador Capitão Tormenta, que percorre o mundo num avião vermelho. Fernando, então, decide que também quer ser aviador. Em companhia de seu ursinho Ruivo e do boneco Chocolate, ele se imagina passeando pela Lua, pela China, pela África e pela Índia, tomando sorvete com estrelas, enfrentando dificuldades, chegando até o fundo do mar, onde o aviãozinho se transforma num submarino,o menino também encontra um zepelim no meio da viagem,o livro é de uma faixa etária entre 8 e 11 anos de idade.